# Varchand
Varchand (persiska: ورچند, وَرجَند, دَرجَند) är en ort i Iran.   Den ligger i provinsen Markazi, i den nordvästra delen av landet, 160 km väster om huvudstaden Teheran. Varchand ligger 2 115 meter över havet och antalet invånare är 117.
Terrängen runt Varchand är huvudsakligen kuperad, men åt nordväst är den platt. Runt Varchand är det ganska glesbefolkat, med 27 invånare per kvadratkilometer. Närmaste större samhälle är Chanāqchī-ye Soflá, 4,1 km sydost om Varchand. Trakten runt Varchand består i huvudsak av gräsmarker.